# Fachgruppe Führung/Kommunikation

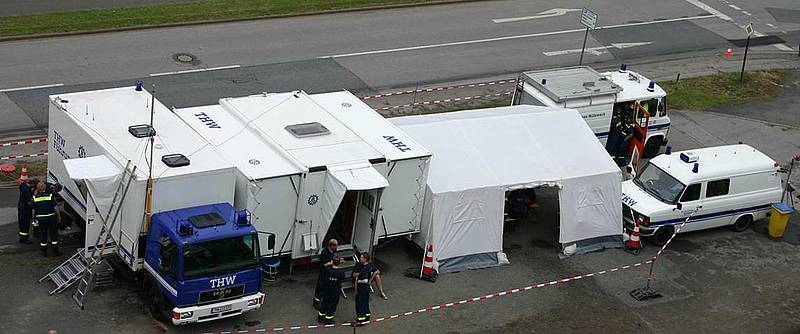
Aufgebaute THW-Führungsstelle

Die Fachgruppe Führung/Kommunikation (FGr FK, oder kurz FK) als Fachgruppe des THW diente zur Führung mehrerer Einheiten bei größeren Schadensereignissen – in der Regel ab ca. 2–3 eingesetzten Technischen Zügen. Sie erstellte, betrieb und unterhielt eine THW-Führungsstelle (FüSt). Zum Zweck der Einsatzführung stellte die Fachgruppe Führung/Kommunikation Telekommunikationsverbindungen zu anderen Führungsstellen sowie zu den unterstellten Einsatzkräften her.
Eine THW-Führungsstelle kann auch als Untereinsatzabschnittsleitung (UEAL), Einsatzabschnittsleitung (EAL) oder bei Bedarf auch als Einsatzleitung (EL) oder zum Einrichten und Führen eines Bereitstellungsraumes eingesetzt werden.
Bundesweit waren 66 Fachgruppen Führung/Kommunikation aufgestellt.
Gemäß THW Rahmenkonzept-2018 wurden die Fachgruppen Führung/Kommunikation zum Fachzug Führung/Kommunikation gewandelt: Eine Fachgruppe Führungsunterstützung (FGr. F) und eine Fachgruppe Kommunikation (FGr. K(a) oder K(b)) sowie die Teileinheit Stab werden unter die gemeinsame Führung des Zugtrupps FK (ZTr FZ FK) gestellt.

## Aufgaben
Die Fachgruppe Führung/Kommunikation hat – aus der Benennung hervorgehend – zwei Aufgabenfelder:
- Sie unterstützt bei der Führung von mehreren THW-Einheiten. Hierzu richtet sie eine THW-Führungsstelle in unterschiedlichen Einsatzoptionen ein und betreibt diese. Dafür können Personal, Führungsmittel und Arbeitsraum für einen Stab zur Verfügung gestellt werden.
- Sie erstellt, betreibt und unterhält Telekommunikationsverbindungen zur vorgesetzten und benachbarten Führungsstellen sowie zu den unterstellten Kräften. Dabei können Funk, Mobilfunk, Festnetztelefonie sowie bei Bedarf ein eigenes Feldtelefonnetz verwendet werden.

Bei Bedarf unterstützt die Fachgruppe FK andere Bedarfsträger führungsunterstützend und telekommunikationstechnisch.
Des Weiteren kann eine Fachgruppe Führung/Kommunikation auch einen Leitungs- und Koordinierungsstab (LuK-Stab) einer THW-Regionalstelle bilden. In dem Fall befindet sie sich dann in der THW-Struktur und nicht (wie im Einsatzfall) in der Einsatzstruktur. Die Fachgruppe Führung/Kommunikation unterliegt dem Einsatzvorbehalt der dem Ortsverband übergeordneten Stelle, im Normalfall der Regionalstelle, sofern sie nicht dem Ortsverband selbst zugeordnet wurde.
Die Fachgruppe FK mit Teil Weitverkehrstrupp (WVTr) richtet temporäre Telekommunikationsverbindungen und -netze ein und betreibt diese.

## Fahrzeuge/Ausstattung

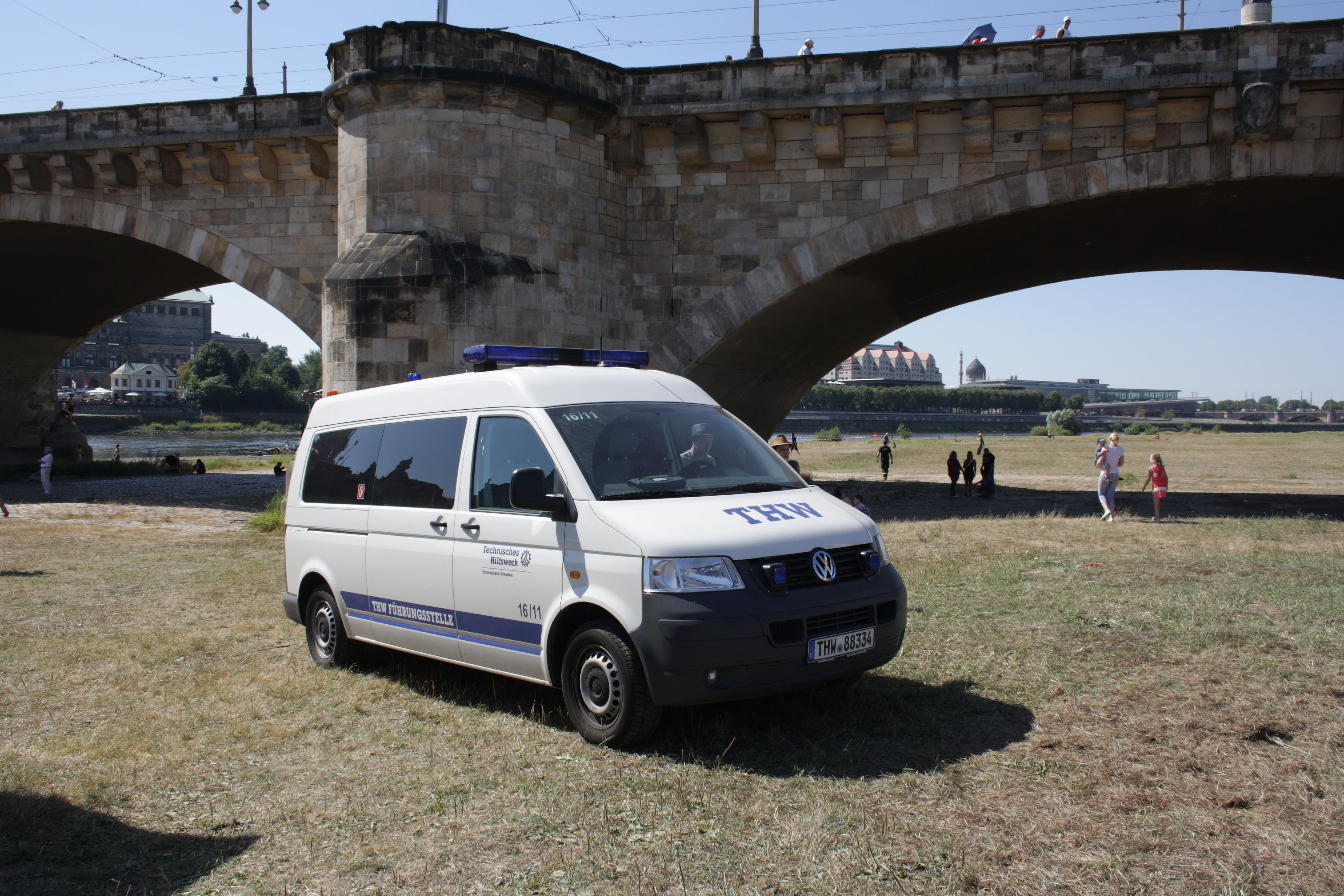
Führungskraftwagen (FüKW) des Führungstrupps (FüTr)

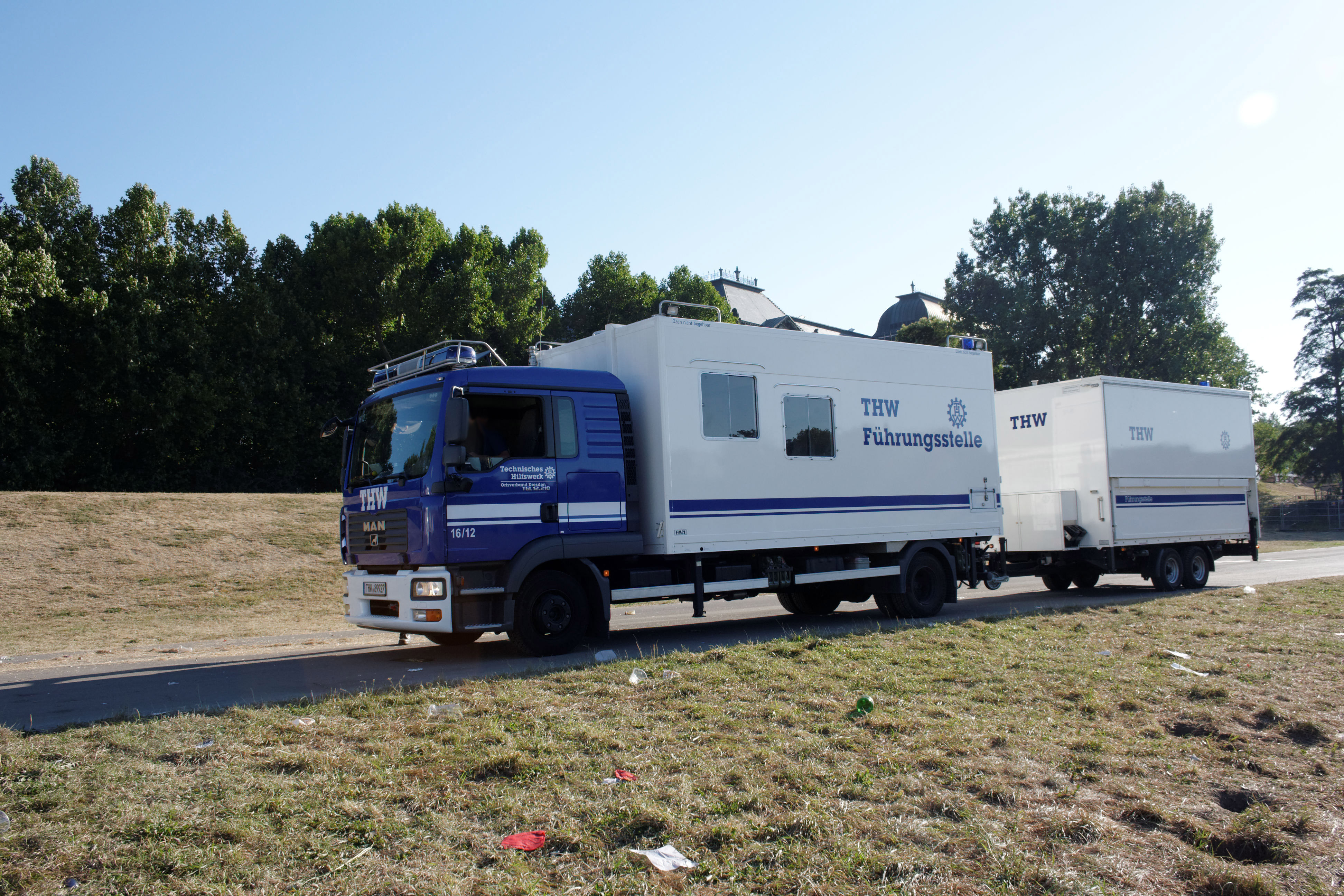
FüKomKW mit Führungs- und Lageanhänger (Anh FüLa)

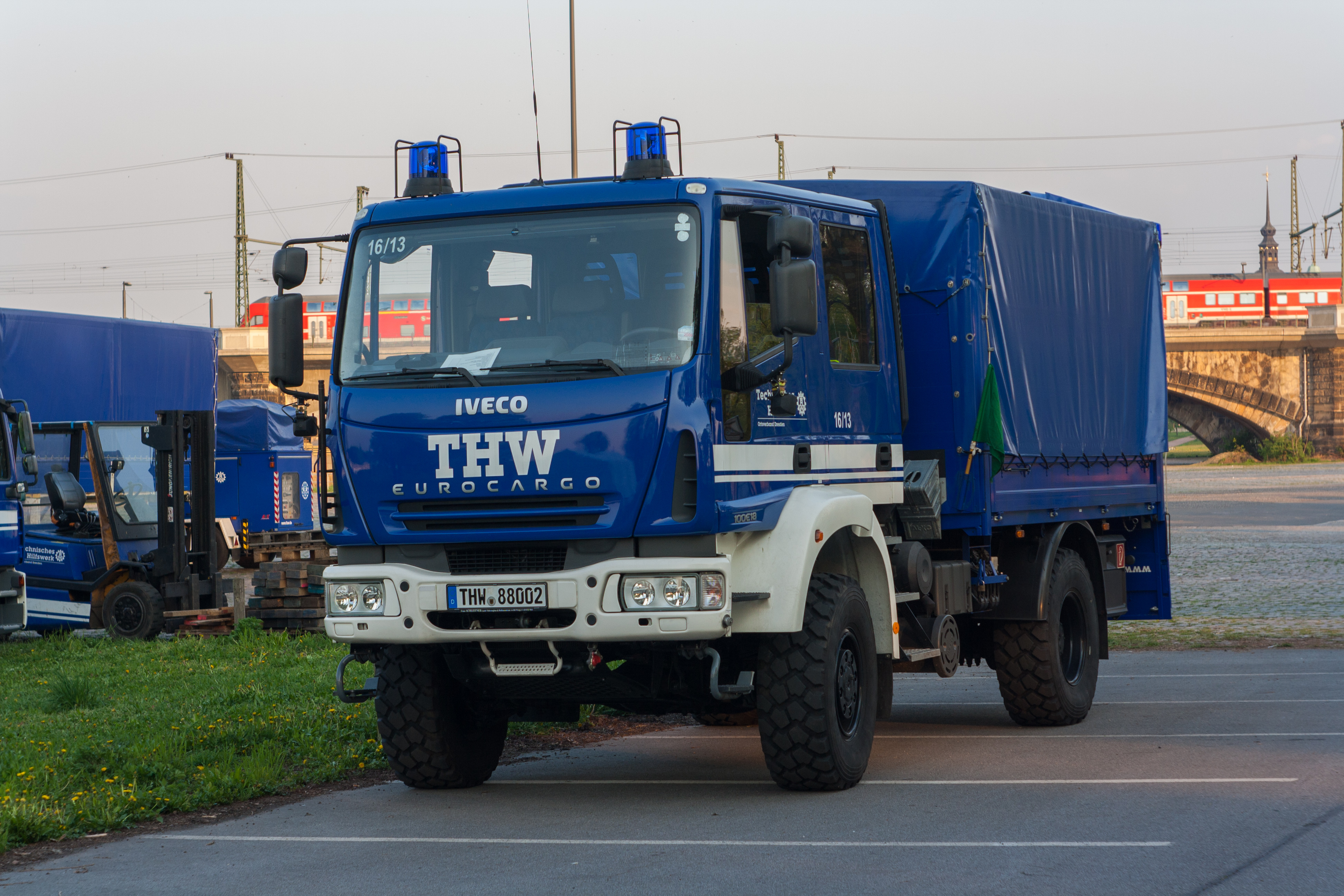
Fernmeldekraftwagen (FmKW)

Die Fachgruppe Führung/Kommunikation selbst ist nicht Teil eines Technischen Zuges, sondern eine eigenständige Einheit und umfasst folgende Einsatzmittel:
Führungskraftwagen (FüKW)
Funktion als:
- Transportfahrzeug
- Führungsfahrzeug
- mobile Relaisstelle
- Erkundungs- und Lotsenfahrzeug
- Meldekopf

Führungs-/Kommunikationskraftwagen (FüKomKW) mit Führungs- und Lageanhänger (Anh FüLa)
Funktion als:
- Transportfahrzeug
- Arbeitsraum für den Fernmeldebetrieb
- Zugfahrzeug für den Führungs- und Lageanhänger

- Arbeitsraum für den Stab (im aufklappbaren Anhänger)

Fernmeldekraftwagen (FmKW) mit Anhänger
Funktion als:
- Baufahrzeug zum Herstellen von Leitungsverbindungen
- Transportfahrzeug

Mastkraftwagen (nur in Gruppen mit Weitverkehrstrupp)
Funktion als:
- Mobiler Antennenträger (40-m-Mast)
- Relaisstelle

Pkw geländegängig (nur in Gruppen mit Weitverkehrstrupp)
Funktion als:
- Erkundungsfahrzeug
- Transportfahrzeug

Die Fahrzeuge FüKomKW und Anh FüLa sowie FüKW sind, abweichend von der üblichen Farbgebung der THW-Fahrzeuge, nicht blau mit weißer Schrift, sondern weiß mit blauer Schrift (früher orange mit weißer Schrift), damit man sie als Führungseinheit sofort zwischen anderen, eingesetzten Einheiten erkennt. Ebenfalls heizen sich diese Fahrzeuge bei Sonneneinstrahlung nicht so sehr auf.

## Personal/Stärke
StAN Stärke FGr FK
ohne Weitverkehrstrupp: 5/5/8/18
mit Weitverkehrstrupp: 5/6/11/22
Sachgebietsleiter (Sgl) 5/0/0/5
- 1 Leiter der FGr FK (Leiter THW-Führungsstelle/Leiter Stab THW-Führungsstelle, Sachgebietsleiter 1–4)
- 3 Sachgebietsleiter (Leiter THW-Führungsstelle/Leiter Stab THW-Führungsstelle, Sachgebietsleiter 1–4)
- 1 Sachgebietsleiter 6 (Fernmeldeführer, Sachgebietsleiter 1–2)

Die Sachgebiete umfassen: S1 Personal/Innerer Dienst/Psychosoziale Unterstützung, S2 Lage, S3 Einsatz, S4 Logistik und S6 Telekommunikation
Führungstrupp (FüTr) -/1/1/2
- 1 Truppführer FüTr/Führungsgehilfe (Kraftfahrer BE/Sprechfunker)
- 1 Fachhelfer:

- 1 Kraftfahrer BE/Sprechfunker

Führungs-/Kommunikationstrupp (FüKomTr) -/3/4/7
- 1 Truppführer FüKomTr/Leiter des Fernmeldebetriebs
- 2 Truppführer/Führungsgehilfen
- 4 Fachhelfer:

- 1 Sanitätshelfer
- 2 Kraftfahrer CE/Sprechfunker

Fernmeldetrupp (FmTr) -/1/3/4
- 1 Truppführer FmTr
- 3 Fachhelfer:

- 1 Sanitätshelfer
- 2 Kraftfahrer CE/Sprechfunker

Weitverkehrstrupp (WVTr) -/1/3/4
ist mittlerweile ein Mal pro Landesverband bundesweit aufgestellt: Dresden, Ofterdingen, Gelnhausen, Lehrte, Münster, Potsdam, Hamburg-Harburg, Straubing
- 2 Truppführer WVTr
- 4 Fachhelfer:

- 1 Sanitätshelfer
- 2 Kraftfahrer CE/Sprechfunker

Der Weitverkehrstrupp unterliegt dem Einsatzvorbehalt der THW-Leitung in Bonn.

## Geschichte
Mit der Fachgruppe FK reagierte das THW auf die Auflösung des deutschlandweit einheitlich organisierten erweiterten Katastrophenschutzes. Im Rahmen des THW-Neukonzeptes für das Jahr 1995 wurde sie als taktische Einheit neu geschaffen. Die Fachgruppe FK kombiniert Elemente des Fernmeldezuges des Fachdienstes VIII und der Führungsgruppe Technische Einsatzleitung (TEL) des Fachdienstes X und passte die Informations- und Kommunikationstechnik an die Entwicklungen der Zeit an. Damit steht die Fachgruppe FK auch in der Tradition der Luftschutz-Fernmeldezüge des 1957 eingerichteten Luftschutzhilfsdienstes (LSHD).
Als Übergangslösung für die Fachgruppe FK wurde eine Zusammensetzung in der Stärke 4/4/4/12 vorgesehen. Die vorhandenen Fernsprechkraftwagen (FeKW) und Funkkraftwagen (FuKW) wurden übergangsweise auch weiter verwendet. Die endgültige Stärke betrug: 5/5/8/18 bzw. 5/7/12/24 mit Weitverkehrstrupp.

## Fachzug Führung/Kommunikation
Gemäß THW Rahmenkonzept 2018 werden die Fachgruppen Führung/Kommunikation zukünftig in jeweils eine Fachgruppe Führung (FGr F) und eine Fachgruppe Kommunikation (FGr K), unter gemeinsamer Führung durch den Zugtrupp FK (ZTr FK), aufgeteilt werden. Durch die neue Struktur zweier Fachgruppen mit gemeinsamer Führungskomponente ergibt sich der Fachzug Führung/Kommunikation (FZ FK) mit der Stärke 6/7/14/27 bzw. 6/8/17/31 mit Weitverkehrstrupp.
| Teileinheit | Fü | UFü | He | Ges | Hauptfunktionen                | Zusatzfunktionen Fü                                 | Zusatzfunktionen UFü                                    | Zusatzfunktionen He                                                                                              |
| ----------- | -- | --- | -- | --- | ------------------------------ | --------------------------------------------------- | ------------------------------------------------------- | --- |
| ZTr FZ FK   | 1  | 1   | 2  | 4   | 1 Zugführer, 1 Zugtruppführer  | Leiter THW-FüSt, Leiter Stab THW-FüSt, Sprechfunker | Fernmeldeführer, Führungsgehilfe, Sprechfunker          | 1 Sanitätshelfer, 2 Kraftfahrer B, 2 Sprechfunker                                                                |
| Stab        | 6  | 0   | 0  | 6   | 6 Sachgebietsleiter            | 6 Sprechfunker                                      | -                                                       | - |
| FGr F       | 0  | 3   | 4  | 7   | 1 Gruppenführer, 2 Truppführer | Leiter Fernmeldebetrieb, Sprechfunker               | 1 Fachkraft IuK, 1 Führungsgehilfe, 2 Sprechfunker      | 1 Fachkraft IuK, 1 Sanitätshelfer, 2 Kraftfahrer CE, 4 Sprechfunker                                              |
| FGr Ka      | 0  | 3   | 6  | 9   | 1 Gruppenführer, 2 Truppführer | Sprechfunker                                        | 1 Fachkraft IuK, 2 Sprechfunker                         | 1 Sanitätshelfer, 2 Fachkräfte IuK, 2 Kraftfahrer BE, 2 Kraftfahrer CE, 6 Sprechfunker                           |
| FGr Kb      | 0  | 4   | 9  | 13  | 1 Gruppenführer, 3 Truppführer | Maschinist Richtfunk, Sprechfunker                  | 1 Fachkraft IuK, 1 Maschinist Richtfunk, 3 Sprechfunker | 1 Sanitätshelfer, 2 Fachkräfte IuK, 2 Maschinisten Richtfunk, 4 Kraftfahrer BE, 4 Kraftfahrer CE, 9 Sprechfunker |

Auflistung nach StAN 07/2023

## Galerie

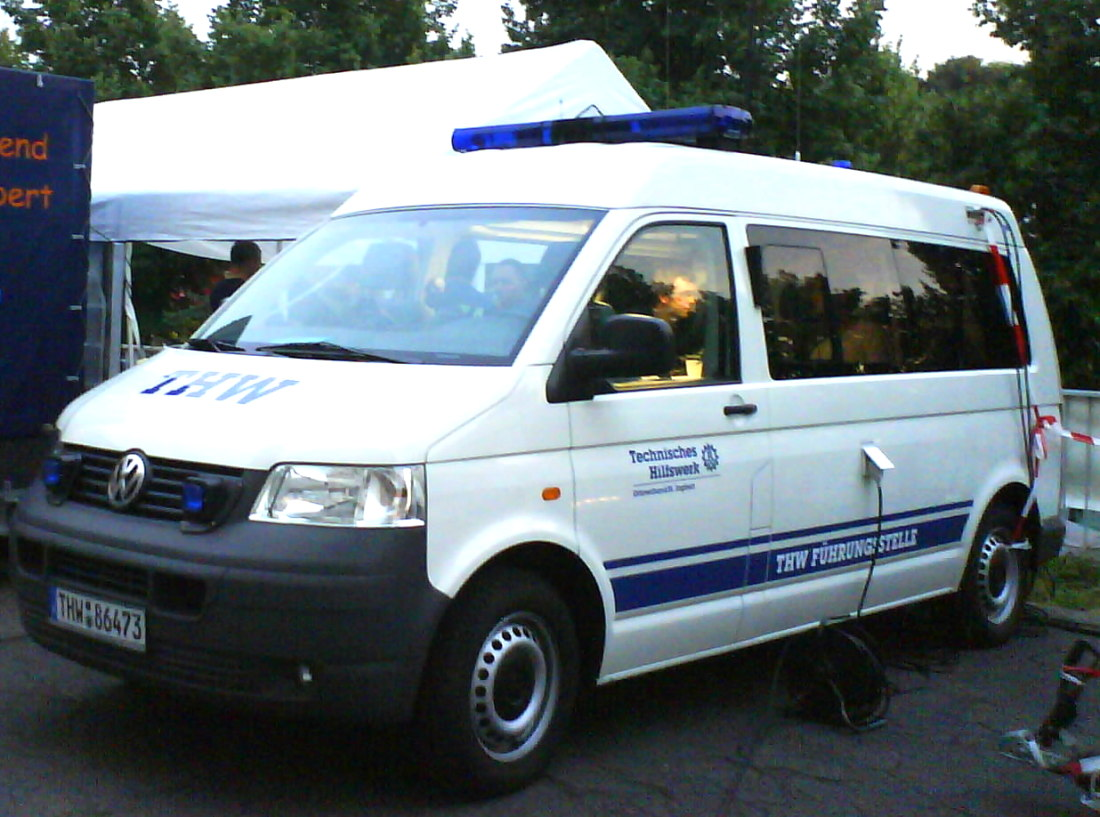
Führungskraftwagen (FüKW)
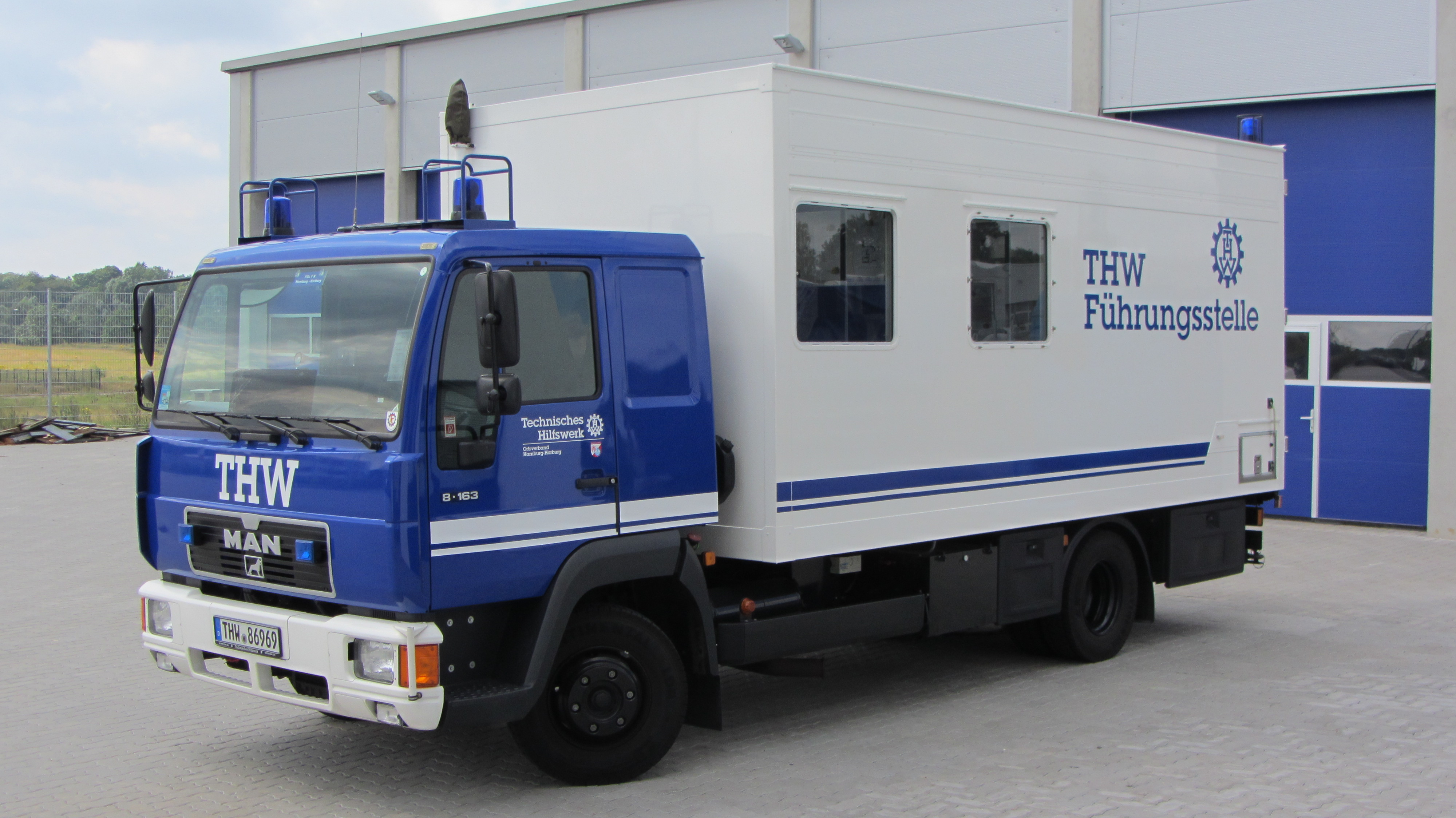
Führungs- und Kommunikationskraftwagen (FüKomKW)
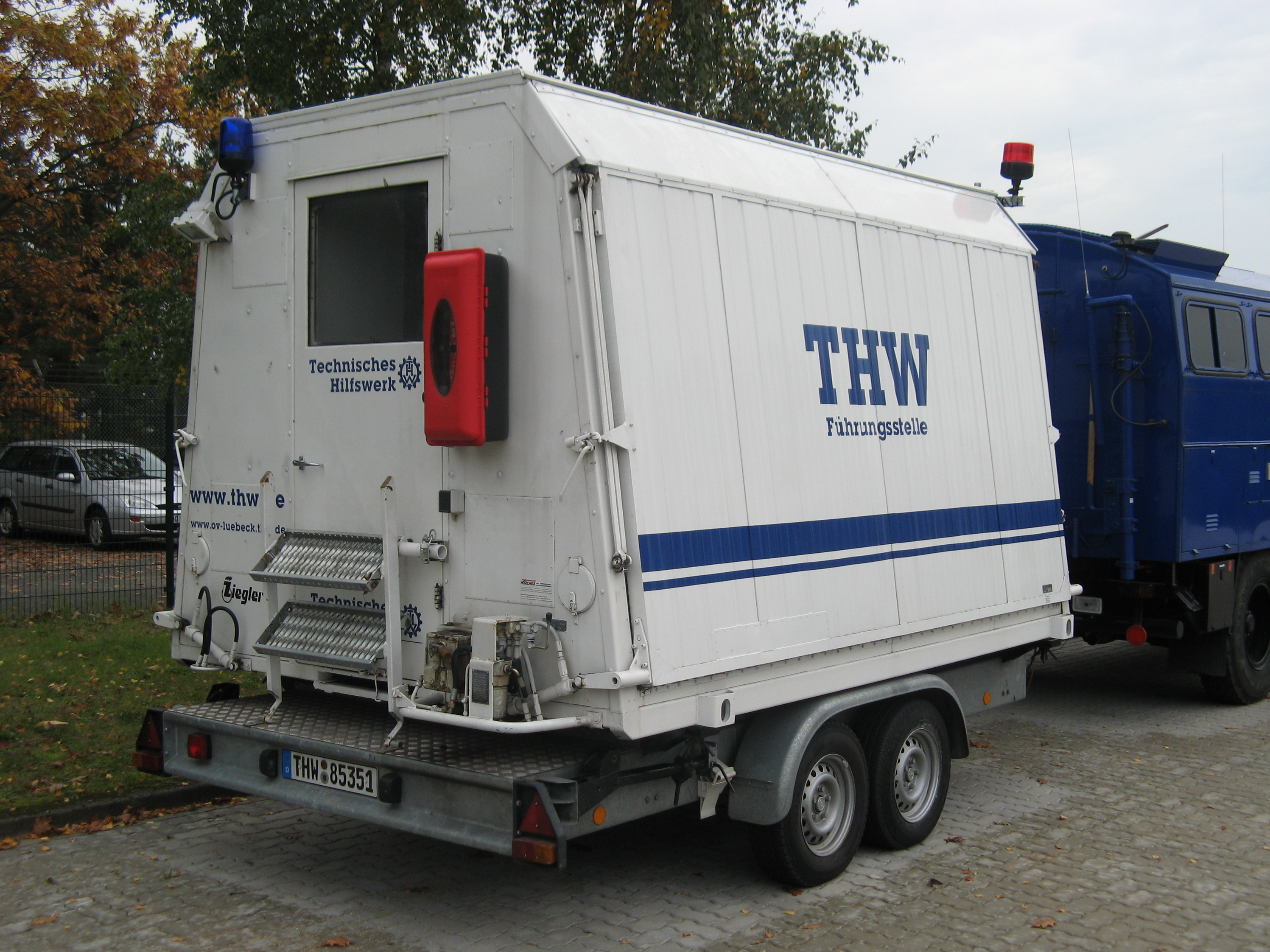
Alter Führungs- und Lageanhänger (Anh FüLa)
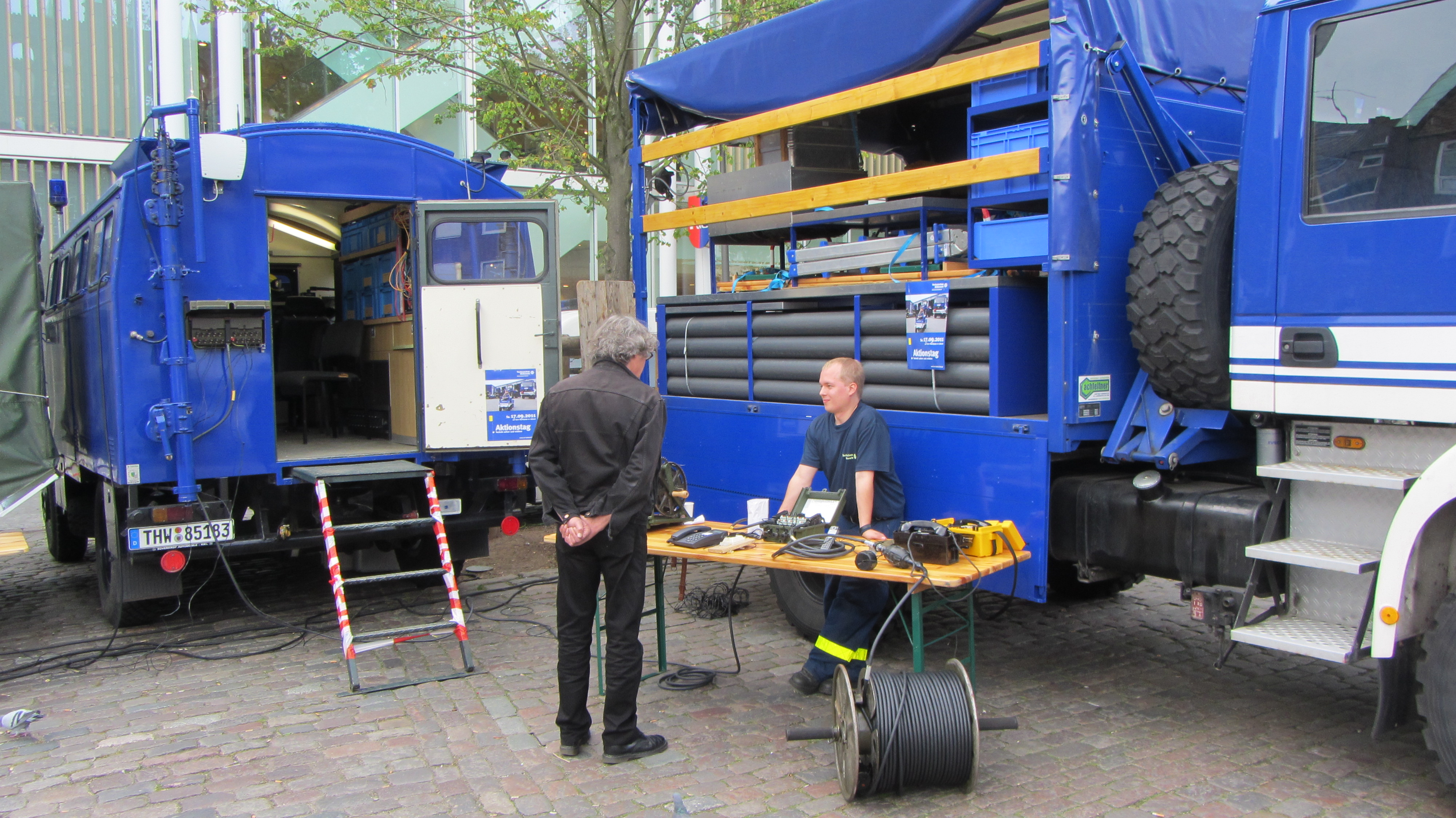
Geöffneter Fernmeldekraftwagen (FmKW)
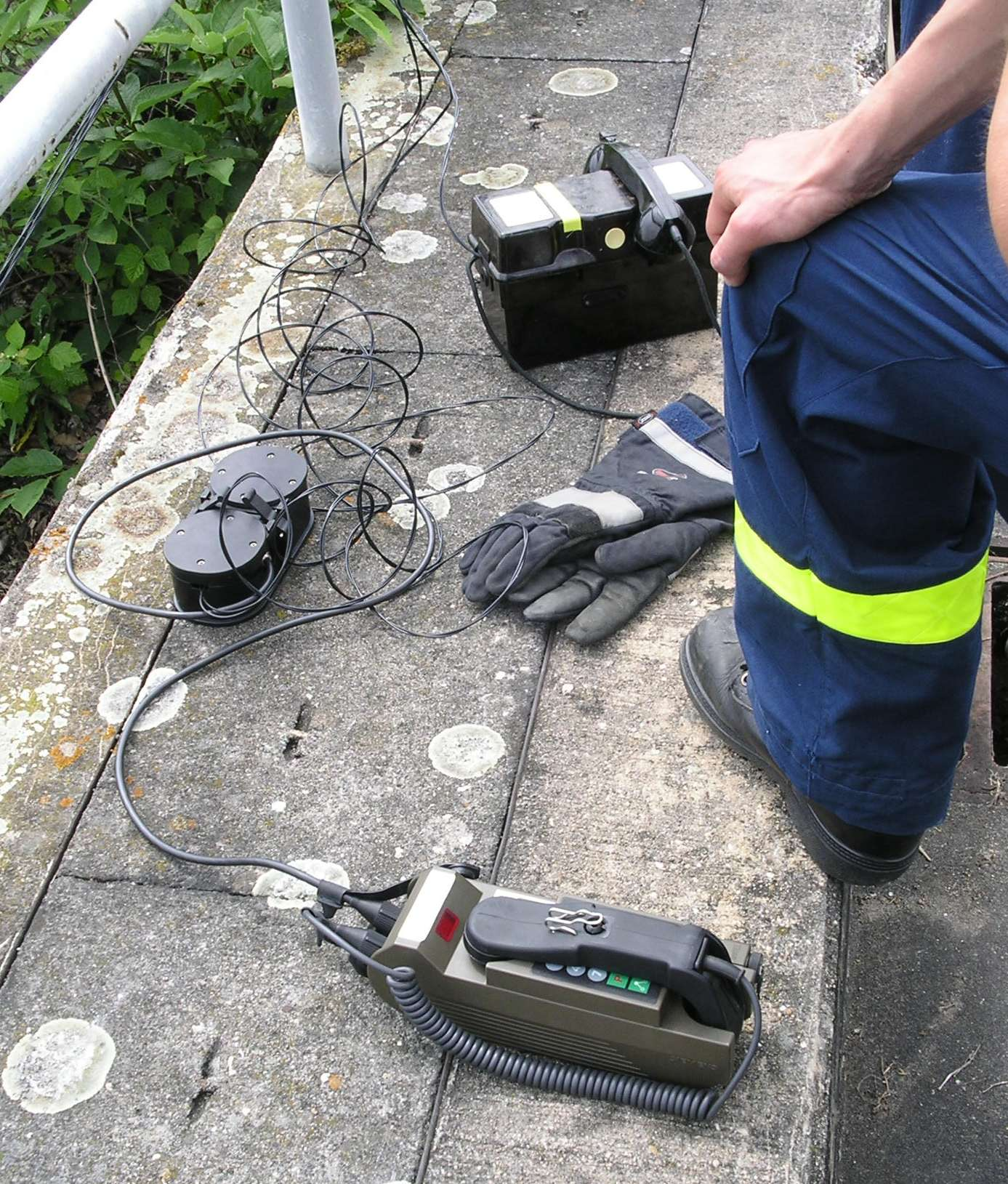
Digitale Feldtelefontechnik AWITEL
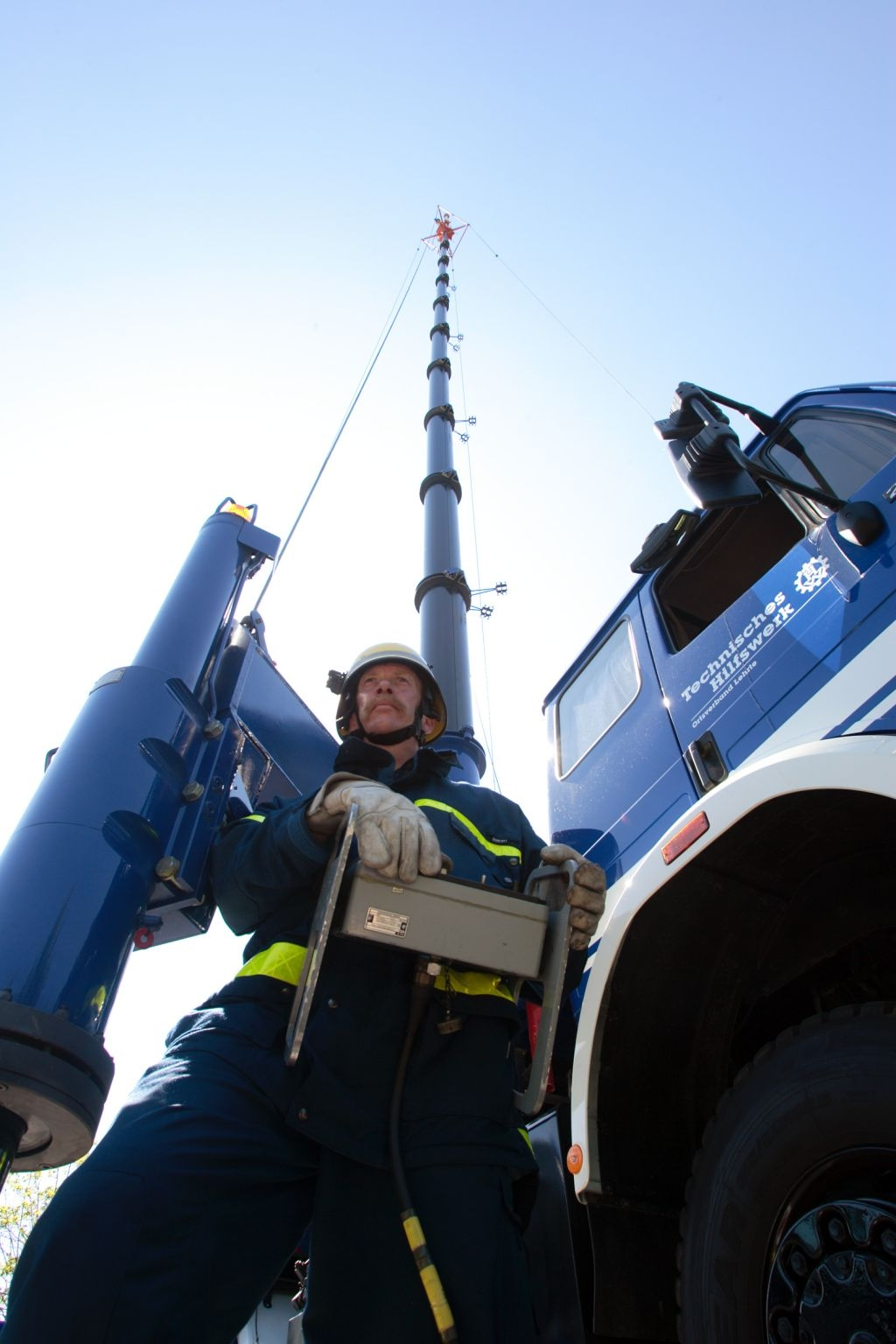
Mobiler Antennenmast der FGr FK mit Weitverkehrstrupp
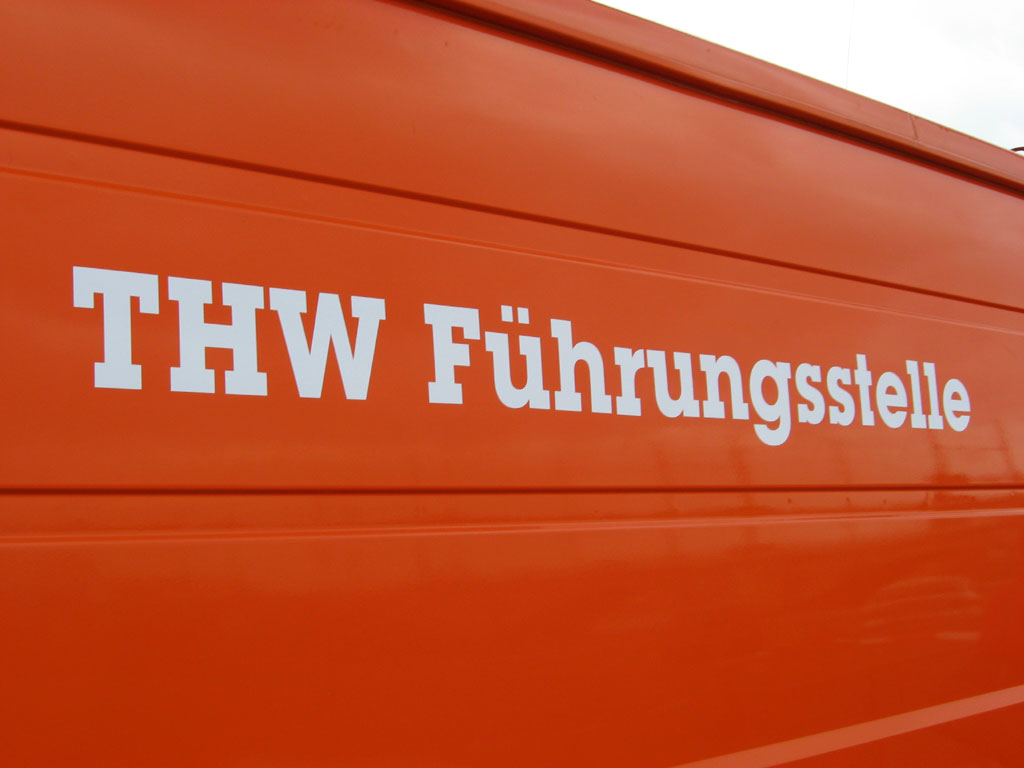
Übergangslösung: Schriftzug in alter Farbgebung